# Луначек, Ульрике
Ульрике Луначек (нем. Ulrike Lunacek; род. 26 мая 1957, Кремс-ан-дер-Донау, Австрия) — австрийский политик, член национальрата с 1999 по 2009 год, депутат Европейского парламента с 2009 года.
Образование получила в США, где окончила среднюю школу. В Университете Инсбрука в 1983 году получила степень магистра переводов с английского и испанского языков. Работала социальным работником, координатором женской организации, редактором газеты Südwind, вела курсы немецкого языка для беженцев.
В 1999 году была избрана в национальрат от Партии зелёных, три раза переизбиралась (2002, 2006, 2008). Является первой открытой лесбиянкой, избранной в парламент Австрии. В рамках парламентской фракции «Зелёных» отвечала за внешнюю политику и политику развития, вопросы ЛГБТ-равенства. В 2006—2009 годах работала сопредседателем Европейской партии зелёных (вместе с Филиппом Ламбертсом).